# Visočani
Visočani falu Horvátországban, Dubrovnik-Neretva megyében. Közigazgatásilag Dubrovačko primorje községhez tartozik.

## Fekvése
A Dubrovnik városától légvonalban 33, közúton 51 km-re, községközpontjától légvonalban 11, közúton 17 km-re északnyugatra a tengermelléken, a Metkovićot Dubrovnikkal összekötő 6228-as út mentén, a hercegoviai határ és a Malostoni-csatorna keleti vége között fekszik. Településrészei Branilovići, Ivaniševići, Kikilji és Visočani, illetve Donji és Gornji Visočani

## Története
A területén található régészeti leletek alapján Visočani területe már ősidők óta lakott. Az itt élt első ismert nép az illírek voltak, akik az i. e. 2. évezredtől fogva éltek itt magaslatokon épített erődített településeken és kövekből rakott halomsírokba temetkeztek. Ókori erődített település maradványai találhatók a Vukova Glava nevű magaslaton. 
Halomsírjaikból több is található területén, a Banov Dolac, Pod Gradinom, Branilovići és Guvnine nevű helyeken és több más helyen. Az illírek i. e. 35-ig uralták a térséget, amikor Octavianus hadai végső győzelmet arattak felettük. A Nyugatrómai Birodalom bukása után 493-tól a keleti gótok uralták a területet. 535-ben Dalmáciával együtt a Bizánci Császárság uralma alá került. A horvátok ősei a 7. században érkeztek Dalmáciába és csakhamar megalapították első településeiket. Ezek elsőként a termékeny mező melletti, ivóvízzel rendelkező helyeken alakultak ki. A Dubrovniki tengermellék hét plébániájával Zahumljéhez tartozott, a zsupán pedig a közeli Ošljéban székelt egészen az 1241-ben bekövetkezett tatárjárásig.
Ezután a zsupán Slanóba települt át és ez a település lett az egész Dubrovniki tengermellék központja. 1399-ben a Dubrovniki tengermellékkel együtt Visočani is a Raguzai Köztársaság része lett, amely 1500 aranydukátért megvásárolta Ostoja bosnyák királytól. A Raguzai Köztársaság bukása után 1806-ban Dalmáciával együtt ez a térség is a köztársaságot legyőző franciák uralma alá került, de Napóleon bukása után 1815-ben a berlini kongresszus Dalmáciával együtt a Habsburgoknak ítélte. A gazdasági élet stagnált, mert nem kedvezett a számára a hegyes, kevés megművelhető területtel és ivóvízforrásokkal nem rendelkező terület. A környező településekhez hasonlóan a lakosság többsége szegénységben élt, megélhetési forrása a mezőgazdaság és az állattartás volt. A településnek 1857-ben 189, 1910-ben 254 lakosa volt. 1918-ban az új szerb-horvát-szlovén állam, majd később Jugoszlávia része lett. A délszláv háború során 1991. október 1-jén kezdődött a jugoszláv hadsereg (JNA) támadása a Dubrovniki tengermellék ellen, mely során a települést a szerb erők kifosztották és felégették. 1992. májusáig a település lényegében lakatlan volt. A háború után rögtön elkezdődött az újjáépítés. 1996-ban újabb csapásként földrengés okozott súlyos károkat. 1997-ben megalakult Dubrovačko primorje község, melynek Visočani is része lett. A településnek 2011-ben 130 lakosa volt, akik főként mezőgazdaságból, állattartásból, kőfaragásból éltek.

## Népesség
| Lakosság változása | Lakosság változása | Lakosság változása | Lakosság változása | Lakosság változása | Lakosság változása | Lakosság változása | Lakosság változása | Lakosság változása | Lakosság változása | Lakosság változása | Lakosság változása | Lakosság változása | Lakosság változása | Lakosság változása | Lakosság változása |
| ------------------ | ------------------ | ------------------ | ------------------ | ------------------ | ------------------ | ------------------ | ------------------ | ------------------ | ------------------ | ------------------ | ------------------ | ------------------ | ------------------ | ------------------ | ------------------ |
| 1857               | 1869               | 1880               | 1890               | 1900               | 1910               | 1921               | 1931               | 1948               | 1953               | 1961               | 1971               | 1981               | 1991               | 2001               | 2011               |
| 189                | 200                | 203                | 238                | 255                | 254                | 231                | 248                | 224                | 234                | 206                | 183                | 162                | 147                | 135                | 130                |

## Nevezetességei
- Keresztelő Szent János tiszteletére szentelt temploma a középkorban épült, 1671-ben említik először. 1667-ben egy földrengés megrongálta, majd ezután barokk stílusban építették újjá. Az idő vasfogán kívül 1991-ben a délszláv háború során, majd az 1996-os földrengésben is megrongálódott. 2007-ben megújították.
- Szent Illés templom maradványai régi sírkövekkel
- Ókori erődítmény maradványai a Vukova Glaván
- Ókori halomsírok Banov Dolac, Pod Gradinom, Branilovići, Guvnine területén.

## Gazdaság
A helyi gazdaság a mezőgazdaságon alapul, mellette az állattartás és a kőfaragás jelentős.